# Transliteración
Las transliteraciones son herramientas usadas para reflejar la forma exacta en que una determinada palabra se representa en la lengua original y la representación de sonidos o caracteres de una lengua con signos del alfabeto de otra.

## Usos de la transliteración
Las transliteraciones, en sentido estricto (senso stricto), se utilizan para reflejar la forma exacta en que una determinada palabra se representa en la lengua original, por ejemplo, en ediciones nuevas de textos antiguos en escrituras que ya no se emplean, o en algunos catálogos de biblioteca, o con el propósito de hacer aclaraciones filológicas respecto a un texto escrito en una lengua alóctona.
Por ejemplo, el idioma griego se escribe con el alfabeto griego de 24 letras, que se solapa y al mismo tiempo difiere de la versión de 27 letras del alfabeto latino que se usa para escribir en español. Las etimologías en los diccionarios de español a menudo identifican a palabras griegas que son las formas originales de palabras que actualmente empleamos en español. Por tal motivo, la mayoría de estos diccionarios transliteran estas palabras griegas con letras romanas.
La transliteración en sentido amplio es un proceso necesario cuando empleamos palabras o conceptos de un lenguaje distinto al propio. La transliteración se usa también para llevar a cabo cifrados.

## Métodos
Un método de transliteración consiste en utilizar un teclado de computadora de un determinado idioma, como el hebreo, para escribir en un lenguaje que emplea otro alfabeto; por ejemplo, en inglés. Mientras que el primer uso de la palabra implica buscar la mejor manera de trasladar palabras extranjeras a una lengua en particular, la transliteración por mecanografía es un proceso totalmente pragmático que implica introducir texto en un idioma.
La transliteración con letras típicas del inglés es especialmente importante para usuarios que solo están familiarizados con la disposición del teclado en inglés, y en consecuencia no podrían escribir con suficiente velocidad usando un alfabeto diferente, propio de otro idioma. Algunos programas, como el procesador de textos adaptado al idioma ruso Hieroglyph, proporcionan mecanografía por transliteración como una de sus características notables. El resto de este artículo trata del primer significado de la palabra, que es trasladar palabras extranjeras a un alfabeto distinto.
Si la relación letra-sonido es similar en los dos idiomas, una transliteración podría resultar muy similar a una transcripción. En la práctica, existen también algunos sistemas mixtos para transliteración/transcripción, que transliteran una parte del texto original y transcriben el resto. El llamado Greeklish es un ejemplo.
En un sentido más amplio, la palabra transliteración se utiliza para definir a la transliteración en su sentido estricto y a la transcripción, juntas. La hispanización es un método de transcripción. La romanización abarca algunos métodos de transliteración y transcripción.

### Ejemplo de transliteración, transcripción y traducción
Ejemplo de uno de los títulos del faraón Menkaura (o Micerino, nombre castellanizado de Mykerinos, dado por el historiador griego Heródoto).
| N5 | mn · n | D28 · Z2ss |

| N5 | mn · n | D28 · Z2ss |

| N5 | mn · n | D28 · Z2ss |

| N5 | mn · n | D28 · Z2ss |

| N5 | mn · n | D28 · Z2ss |

| N5 | mn · n | D28 · Z2ss |

| N5 | mn · n | D28 · Z2ss |

| N5 | mn · n | D28 · Z2ss |

| N5 | mn · n | D28 · Z2ss |

| N5 | mn · n | D28 · Z2ss |

| N5 | mn · n | D28 · Z2ss |

| N5 | mn · n | D28 · Z2ss |

| N5 | mn · n | D28 · Z2ss |

| N5 | mn · n | D28 · Z2ss |

| N5 | mn · n | D28 · Z2ss |

| N5 | mn · n | D28 · Z2ss |

| Griego moderno      | Transliteración     | Transcripción                     | Traducción         |
| ------------------- | ------------------- | --------------------------------- | ------------------ |
| Ελληνική Δημοκρατία | Ellinikí Dimokratía | Elinikí Dhimokratía               | República Helénica |
| ελευθερία           | elefthería          | elefthería, elefzería (en España) | libertad           |
| ευαγγέλιο           | evangélio           | evanguélio                        | evangelio          |
| των γιών            | ton gion            | ton yon                           | de los hijos       |

| Hebreo antiguo | Transliteración | Transcripción | Pronunciación hebraísta | Pronunciación popular |
| -------------- | --------------- | ------------- | ----------------------- | --------------------- |
| יהוה           | Yh·wh           | Yhwh          | Yahweh                  | Yahvé / Yavé          |
| יהורם          | yə·hō·w·rām     | yehôrâm       | Yohram                  | Jehoram / Yoram       |
| יהוסף          | yō·w·sêp̄        | yehôsêph      | Yehseh                  | José / Josefo         |
| יהושׁע          | yə·hō·wō·šu·a‘  | yehôshûa      | Yehshua                 | Josué / Jesús         |

## Detalles en la transliteración de algunos idiomas
Algunos idiomas y textos pueden presentar ciertos problemas en su transliteración. Estos son discutidos en artículos individuales.
- Cercano Oriente Antiguo
  - Transliteración de lenguajes cuneiformes
  - Transliteración del egipcio antiguo
    - Transcripción del egipcio antiguo
      - Jeroglíficos egipcios
- Alfabetos bráhmicos
- Idioma chino
- Idioma griego
  - Transliteración del griego
  - Alfabeto griego
  - Lineal B
- Idioma japonés
  - Rōmaji, transliteración del japonés a la escritura latina.
  - Cirilización del japonés
- Idioma coreano
- Idiomas semitas
  - Alfabeto hebreo
  - Alfabeto árabe
  - Arabización del español
- Idiomas eslavos
  - Romanización del ruso
  - Romanización del ucraniano
  - Transliteración del búlgaro